# Burg Branzoll
Die Burg Branzoll (auch Schloss Branzoll genannt) liegt am Südhang des Säbener Bergs unterhalb des Klosters Säben und etwas erhöht über dem Stadtzentrum von Klausen in Südtirol (Italien). 

## Geschichte
Bereits 1155 wurden die Herren von Säben aus dem Geschlecht der Völser als Burggrafen des Hochstifts Brixen auf Burg Säben genannt. 1255 kam es zu Spannungen zwischen dem Brixener Bischof Bruno von Kirchberg und einigen seiner Ministerialen. Darunter waren auch Heinrich und Burchard von Säben. Im Zuge dieser Auseinandersetzung errichten die Säbener am Zugang zu der auf einer Hügelkuppe gelegenen bischöflichen Burg die Burg Branzoll.
1304 endete der Konflikt zwischen dem Bischof und den Säbenern; Reimprecht und Paul von Säben unterwarfen sich der Lehenshoheit des Bischofs Johann Sax von Saxenau. Gleichzeitig verzichteten sie auf alle etwaigen Ansprüche auf Burg Säben. 1409 verkaufte Jörg von Säben-Velthurns seine Hälfte an Branzoll dem Bischof von Brixen Ulrich Prustl. Die andere Hälfte gelangte mit dem Tod des Oswald von Säben-Reifenstein um 1465 in die Hände des Bischofs.
Ab 1421 wurde die Pflege von Branzoll durch den Bischof zumeist an den Stadtrichter oder den Zöllner von Klausen vergeben. Von 1533 bis 1671 war Branzoll Sitz der Hauptleute und Unterhauptleute von Säben. Der Bergfried heißt heute noch nach den Burghauptmännern von Säben Burghauptmannsturm. Bereits Albrecht Dürer soll vom Anblick des Ortes Klausen mit der Burg Branzoll und dem Kloster Säben begeistert gewesen sein.
1671 wurde Branzoll durch einen Brand eingeäschert, nur der Bergfried und die Palasgrundmauern blieben erhalten. Für den Brand wurde der Hauptmann Thomas von Crosina verantwortlich gemacht und zu Schadensersatz verpflichtet. Wegen des prekären Zustandes der Mauern wurde 1706 über einen Abbruch der Burg beraten, ein 1724 geplanter Wiederaufbau beschränkte sich auf Sicherungsmaßnahmen. Da die Burg verlassen war, kam es immer wieder zu Steinentnahmen, sodass 1791 und 1802 weitere Mauern einstürzten. 
Die bischöfliche Verwaltung schenkte 1874 die Ruine der Stadt Klausen. Dieses Geschenk wurde nur angenommen, weil sich Käufer für die Ruine abzeichneten. Nachdem mehrere Verkaufsversuche gescheitert waren (Josef Anrater aus München, 1875; Ignaz Vinzenz Zingerle aus Innsbruck, 1876; Major Ludwig Schwalb aus München, 1895; Arthur von Wallpach aus Innsbruck, 1895) erwarb der Burgenforscher Otto Piper 1895 Branzoll; ab dieser Zeit erfolgte der Wiederaufbau, wenn auch immer wieder mit massiven Unstimmigkeiten mit den örtlichen und tirolerischen Behörden. Nachdem Piper 1907 in die vorläufig wiederhergestellte Burg einziehen konnte (die Anlage einer Feuerstelle war ihm verboten worden), verkaufte er 1911 die Burg an Franz Linter, der in Putzen am Eingang des Villnößer Tals eine Gewürzmühle besaß und auch Antiquitätenhändler war. Trotz vieler Streitigkeiten mit der Denkmalbehörde und der Gemeinde ließ Linter einen Um- bzw. Neubau nach Aquarellskizzen des Malers Hugo Atzwanger durchführen. Am 22. Juni 1912 verkaufte Linter, der sich bei dem Umbau finanziell übernommen hatte, die halb fertiggestellte Anlage dem Innsbrucker Kunstsammler und Lyriker Karl Traut (1874–1934), der sie weiter aufbauen ließ. Traut konnte die Burg 1913 beziehen. Damit war ein jahrzehntelanger Streit zwischen Anhängern einer strikten Linie des Denkmalschutzes bzw. der Konservierung eines noch vorhandenen Bestandes und dem Bauherrn, der einen bewohnbaren Bau anstrebte, zu einem Ende gekommen. 

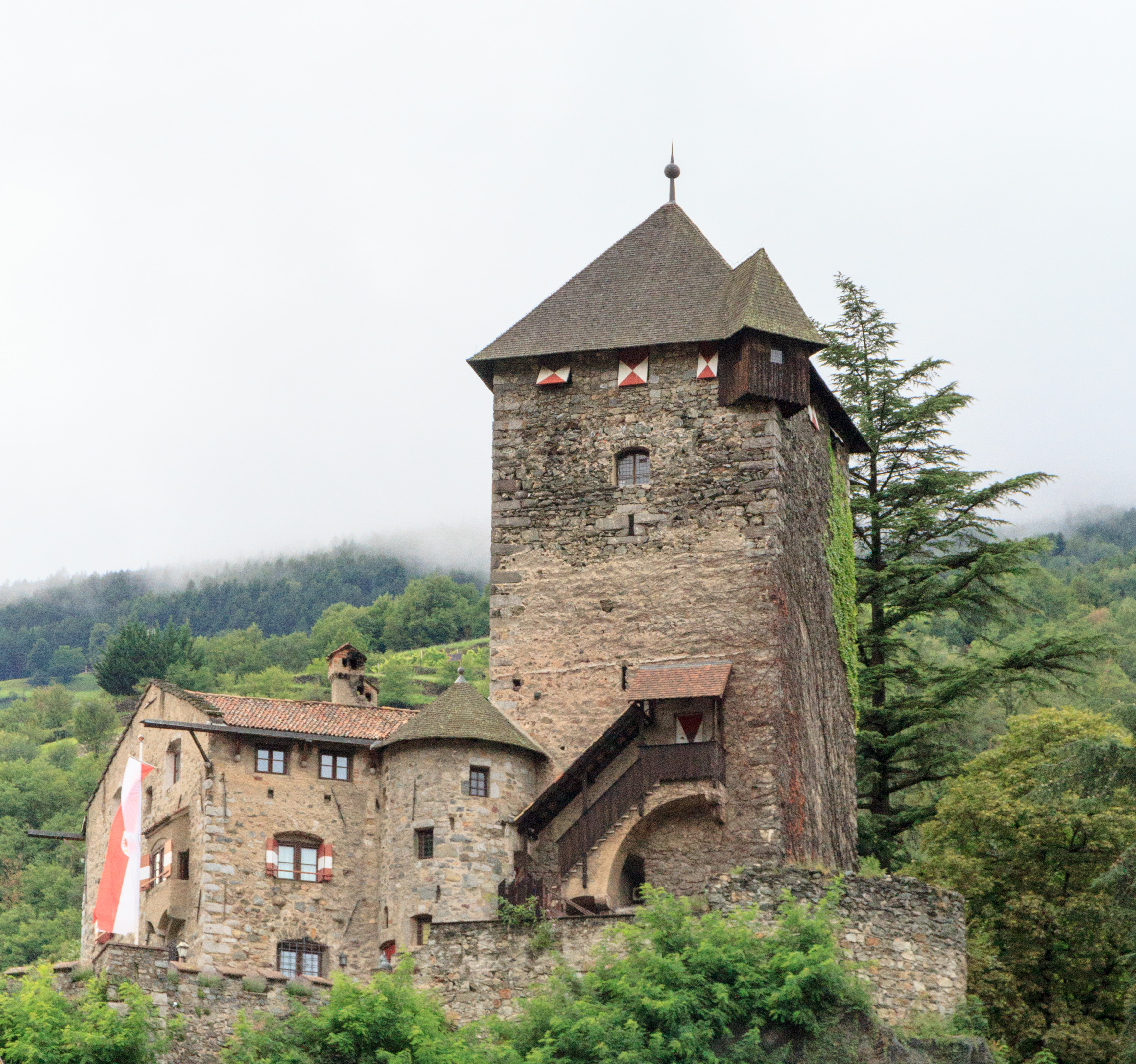
Burg Branzoll

Nach mehreren Zwischenbesitzern (1969–1974 der Amerikaner Hollis M. Baker) ist die Burg seit 1982 im Eigentum der Familie Leitner. Die Anlage befindet sich also in Privatbesitz und ist nicht öffentlich zugänglich.

## Baubestand
Die Höhenburg besteht heute aus einer kleinen Kernburg, die von einem Zwinger und einer Vorburg geschützt werden. Der Bergfried ist über 20 Meter hoch. Der Zwinger wurde zum Teil rekonstruiert, die Vorburg ist heute ein Garten. Der Wiederaufbau wurde 1912 durch den Anbau eines vollständig neu erbauten Wohngebäudes vollendet. Zwischen Bergfried und Wohnbau wurde ein halbrunder Turm angebracht, der eine Steintreppe zur Verbindung der Stockwerke enthält. Auch die Umfassungsmauer wurde wiederhergestellt und partiell mit Zinnen bekrönt.